# Silvestrol
Silvestrol ist ein Naturstoff aus der Gruppe der Cyclopenta[b]benzofurane.

## Vorkommen
Silvestrol und verschiedene Derivate können aus Früchten und Zweigen der tropischen Pflanze Aglaia foveolata und verwandten Arten extrahiert werden. Die Gattung Aglaia gehört zur Familie der Mahagonigewächse („Meliaceae“), die hauptsächlich in Indonesien und in Malaysia endemisch sind.

## Eigenschaften
Silvestrol ist ein spezifischer und potenter Inhibitor der RNA-Helikase eIF4A, ein Enzym, das an der Einleitung der Translation (im Rahmen der Proteinbiosynthese) beteiligt ist und RNA-Sekundärstrukturen in messenger RNAs (mRNAs) mit Cap-Struktur entwindet. Dadurch wird ein Andocken der kleinen ribosomalen Untereinheit an der mRNA ermöglicht. Insbesondere einige mRNAs von Protoonkogenen und virale mRNAs benötigen die Helikase-Aktivität von eIF4A für ihre Proteinbiosynthese.

## Anwendungen
In der präklinischen Krebsforschung wird Silvestrol seit einigen Jahren zur Hemmung des Tumorzellwachstums in humanen Zellkulturen und in Tumormausmodellen eingesetzt. Silvestrol zeigt dabei eine geringe Zytotoxizität gegenüber gesunden Zellen.
In einer Studie von 2017 mit Ebola-infizierten menschlichen Zellen wurde gezeigt, dass Silvestrol in primären humanen Makrophagen und in der Zelllinie Huh-7 (isoliert aus humanem Leberkarzinom) wirksam die Viruslast verringern kann und die Produktion viraler Proteine stark reduziert ist. Auch gegen das Chikungunya-Virus,
das Zika-Virus
und gegen Picorna- 
sowie Coronaviren 
könnte es eine ähnliche Aktivität geben.
Untersuchungen mit humanen Blutzellen zeigten einen immunmodulatorischen Einfluss durch Silvestrol auf isolierte Makrophagen und Dendritische Zellen.
Für die Anwendung am Menschen ist der Naturstoff bisher nicht zugelassen. Außerdem gibt es derzeit (Stand: 2016) noch keine klinischen Studien mit Silvestrol.

## Herstellung
2007 gelang erstmals die Totalsynthese von Silvestrol.